# Jüdischer Friedhof Wiesloch

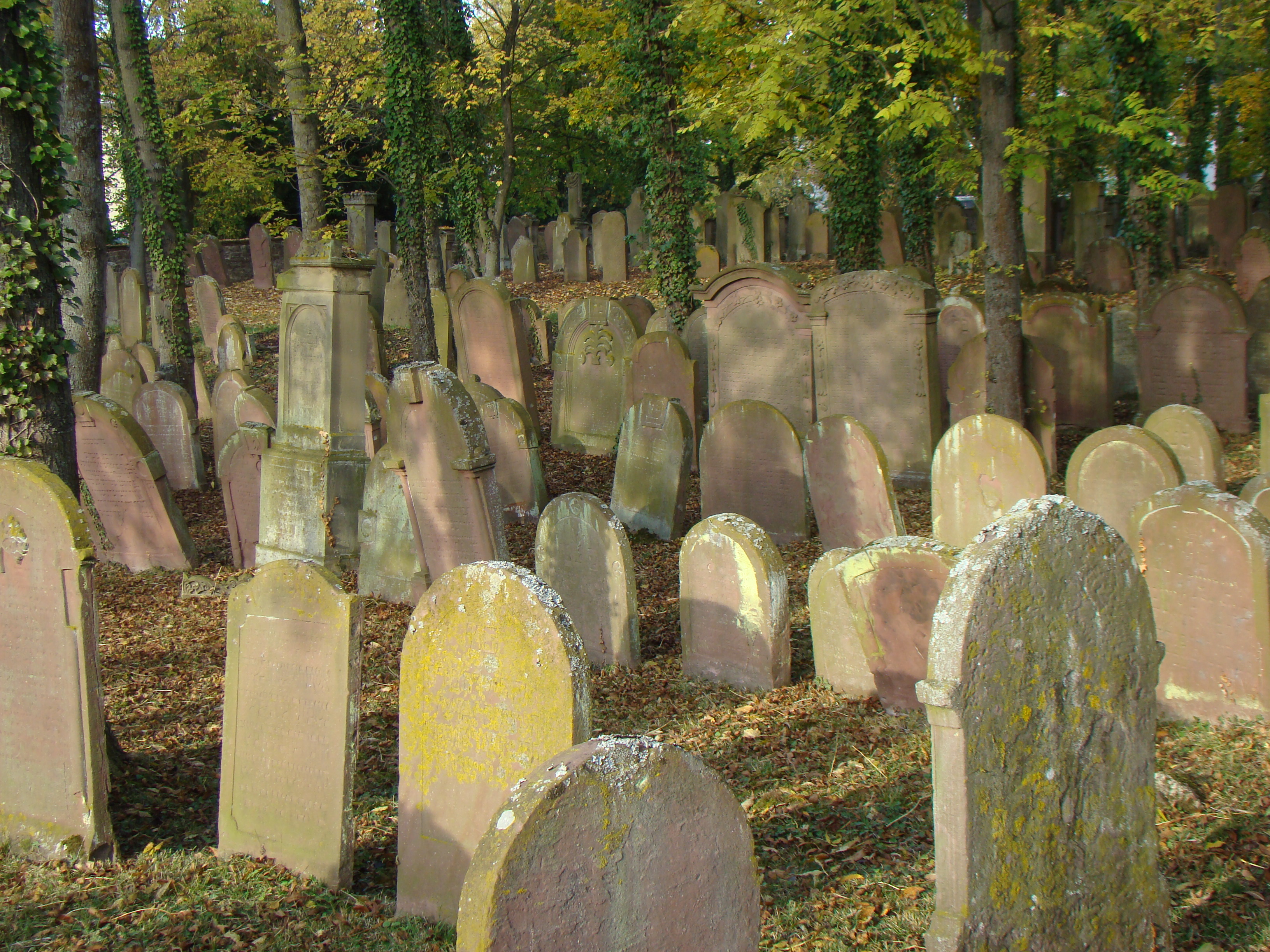
Jüdischer Friedhof Wiesloch

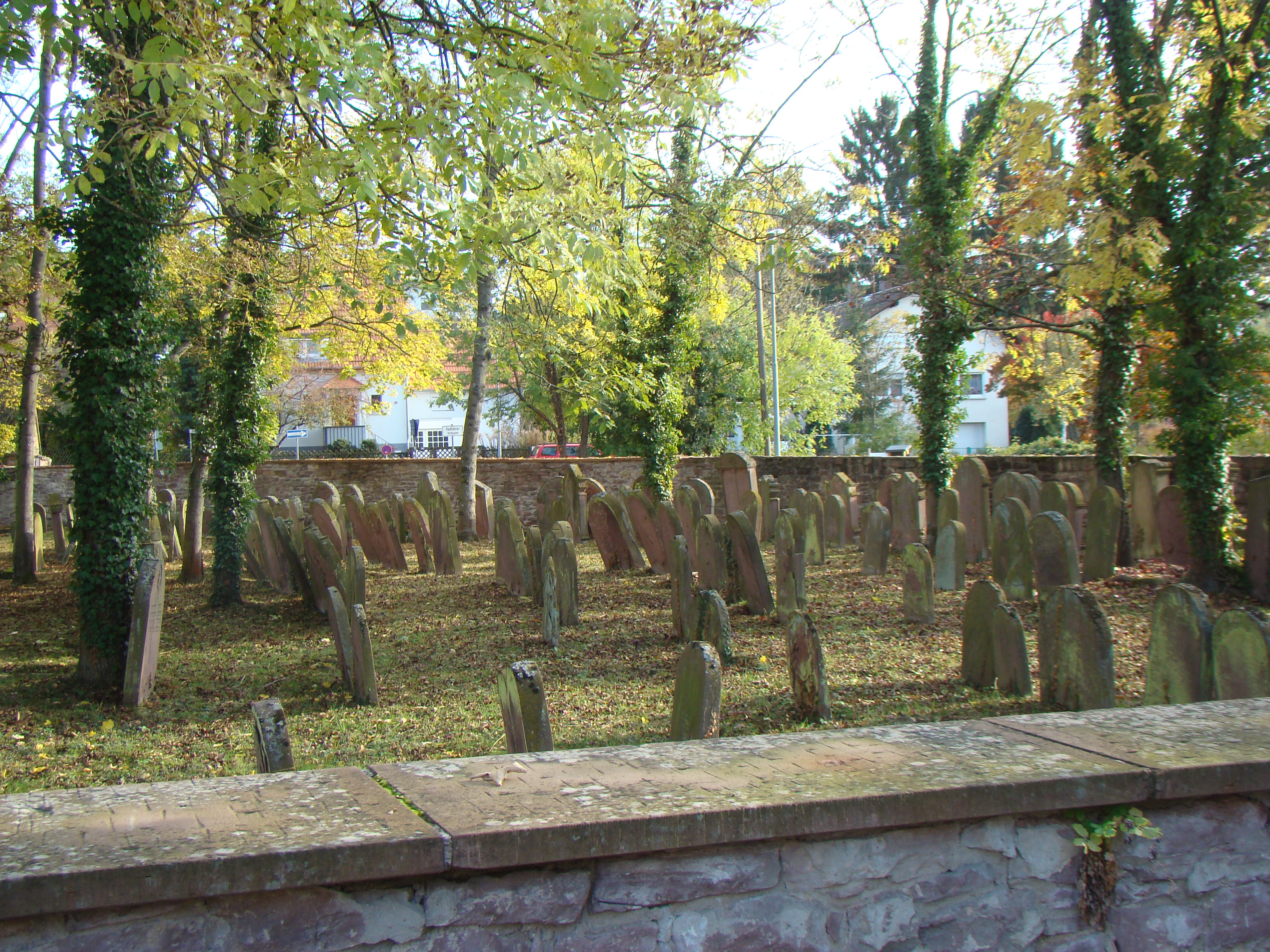
Der gesamte Friedhof ist ummauert

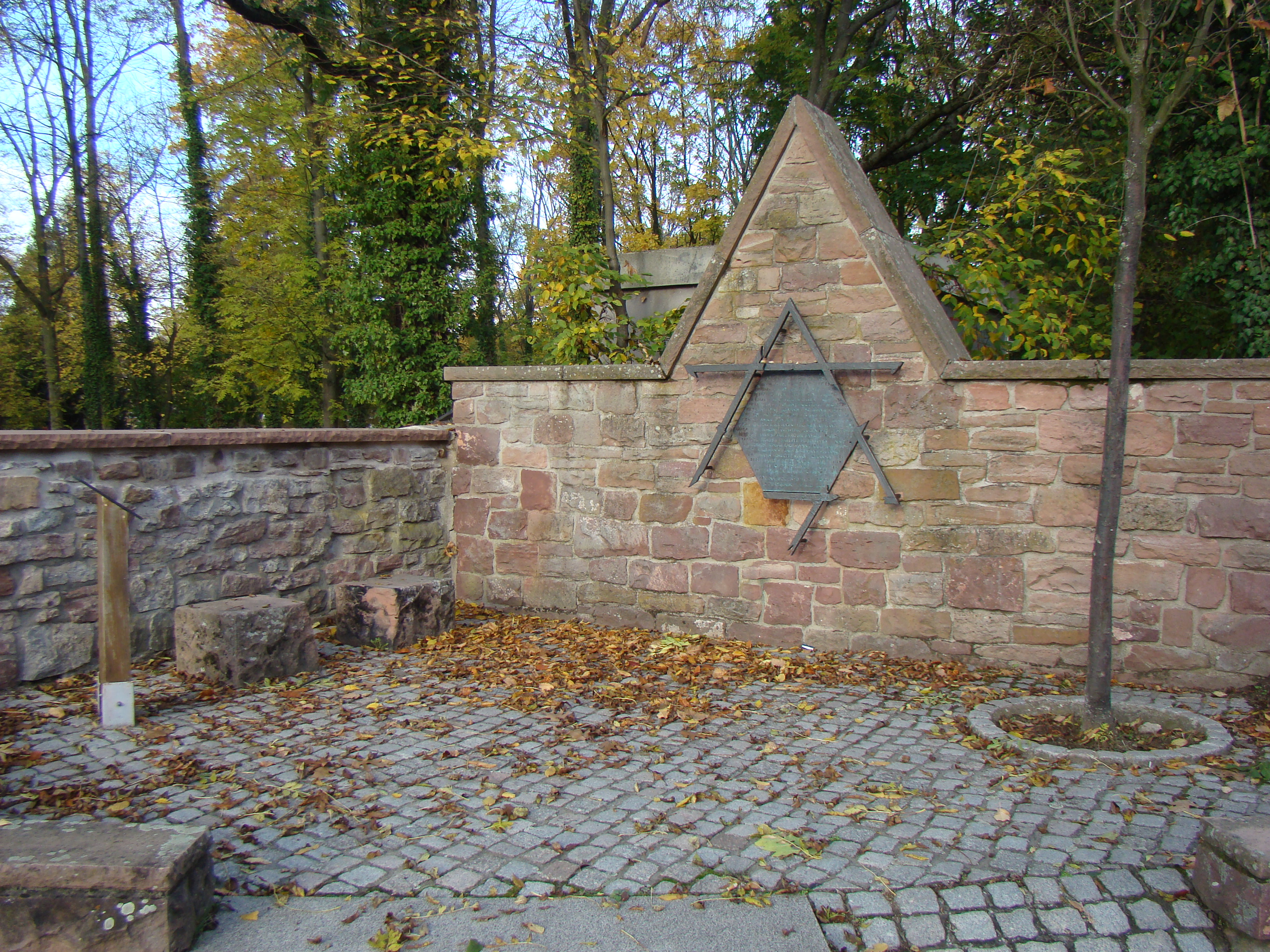
Ein Mahnmal erinnert an die Vertreibung und Vernichtung der Wieslocher Juden

Der Jüdische Friedhof Wiesloch in Wiesloch im Rhein-Neckar-Kreis im nördlichen Baden-Württemberg wurde im 17. Jahrhundert angelegt. Er ist ein geschütztes Kulturdenkmal.

## Geschichte
Der jüdische Friedhof in Wiesloch wird erstmals 1661 genannt. Er befindet sich am Rande der Altstadt (Merianstraße/Bahnweg) und hat eine Fläche von 5680 m².
Das traditionelle Begräbnis der Pfälzer Juden war auf dem Friedhof Heiliger Sand in Worms. Nachdem man Juden zur wirtschaftlichen Belebung der Pfalz nach dem Dreißigjährigen Krieg die Wiederansiedlung gestattet hatte, richtete man im zentral gelegenen Wiesloch einen Verbandsfriedhof für die Toten der jüdischen Gemeinden südlich des Neckars innerhalb des Oberamts Heidelberg ein. Der älteste erhaltene Grabstein – für Lea, Frau des Samuel Oppenheim – stammt aus dem Jahr 1670. Weitere Grabsteine aus dem 17. Jahrhundert fehlen, so dass man annimmt, dass der Friedhof im Pfälzischen Erbfolgekrieg verwüstet wurde.
Der Friedhof wurde mehrmals erweitert, 1819 nach Südwesten und 1862 nach Osten, und von einer Bruchsteinmauer umgeben. Im Lauf des 19. Jahrhunderts wurden in denjenigen Verbandsgemeinden, aus denen viele Bestattungen kamen, eigene Friedhöfe errichtet. Dadurch entstanden die jüdischen Friedhöfe in Hockenheim, Walldorf, Schwetzingen und Meckesheim.
Die üblicherweise von christlichen Steinmetzen gefertigten historischen Grabsteine des Friedhofs spiegeln die Entwicklung der jüdischen Grabsteinkultur in der Zeit der Belegung im Allgemeinen wider: Die ältesten Grabsteine sind meist rechteckige Sandsteintafeln, bei denen nur die Schriftseiten sauber gearbeitet sind, während die Rückseiten recht grob belassen wurden. Später wurden die Grabsteine eher abgerundet und mit Zierelementen, Einfassungen und Symbolen versehen. Neben den üblichen Symbolen jüdischer Grabsteine wie Kronen, Büchern, Schofarhörnern, Beschneidungswerkzeugen, Chanukkia, Herzen, Mohnkapseln, Levitenkannen und Segnenden Priesterhänden kommen auf dem Wieslocher jüdischen Friedhof vom späten 18. bis in die Mitte des 19. Jahrhunderts auch zahlreiche in dieser Form einmalige Blumendarstellungen mit Pflanzen oder Sträuchern in Töpfen oder Vasen vor.
Als die Stadt Wiesloch zur Zeit des Nationalsozialismus und nach Vertreibung der letzten jüdischen Einwohner im Jahr 1944 den bereits vom Staat beschlagnahmten Friedhof vom Oberfinanzpräsidium Karlsruhe kaufen wollte, bat man den Wieslocher Bildhauer Conrad Keller um eine Taxierung des Werts der dort noch verbliebenen Grabsteine. Keller selbst bekundete Interesse an 24 noch wiederverwertbaren jüngeren Grabsteinen aus Marmor und Granit, deren Wert er mit 2195 RM bezifferte. Er zahlte dafür im August 1944 die Summe von 1000 RM an. Als nach Kriegsende die amerikanische Militärregierung am 4. März 1946 die Wiederherstellung des Friedhofs und die Rückgabe der Steine anordnete, hatte Keller bereits drei der Steine verarbeitet und konnte nur noch 21 Steine zurückgeben und wieder aufstellen. Bis 1947 schloss sich noch ein Streit um die Rückzahlung des Kaufpreises an.
Nach dem Zweiten Weltkrieg wurden auf dem Friedhof einige in der damaligen Heil- und Pflegeanstalt verstorbene Juden beigesetzt.
Nach Abriss der Synagoge wurde 1957 ein Teil des Eingangsportals mit Inschrift in die Friedhofsmauer eingepasst.